# Bodoquena
Bodoquena este un oraș în Mato Grosso do Sul (MS), Brazilia.